# O Homem Duplicado
O Homem Duplicado é o título do livro de autoria do escritor português José Saramago, publicado em 2002.

## Enredo
Tertuliano Máximo Afonso é professor de História. Ao visionar um filme banal chamado "Quem porfia mata caça", que um colega de matemática lhe recomendara, descobre que um dos actores é um  sósia seu.
O argumento do livro é a procura, seguida pelo confronto do professor Tertuliano Máximo Afonso com o actor que é seu homem duplicado.  Para descobrir o nome do seu sósia, Tertuliano Máximo Afonso começa a alugar e a assistir aos demais filmes da mesma produtora. O professor faz então uma lista, riscando um a um os nomes de filmes em que seu sósia não aparecia. O actor havia começado como figurante, mas lentamente subiu na carreira, quando por fim no filme "A Deusa do Palco" (o último filme da mesma produtora) ele faz o papel de director do teatro (uma das personagens principais).
À medida que a sua pesquisa ia avançando, Tertuliano Máximo Afonso ia ficando cada vez mais perto da realidade, até que por fim descobre o nome do seu sósia, Daniel Santa-Clara. Uma história que se lê de um fôlego e na qual Saramago se revela mestre do suspense, onde o autor aborda questões ligadas à identidade (e à falta dela).

## Personagens
- Tertuliano Máximo Afonso - protagonista do romance, professor de História. Descobre num filme um ator secundário exatamente igual a si próprio, como uma cópia ou um duplicado.
- Daniel Santa-Clara - sósia de Tertuliano, cujo verdadeiro nome é António Claro.

## Adaptação ao cinema
Um filme canadiano de suspense, Enemy, realizado por Denis Villeneuve em 2013, teve o seu argumento adaptado por Javier Gullón com base na obra. Com enredo em Toronto, o filme é protagonizado por Jake Gyllenhaal no papel duplo dos sósias Adam e Anthony, Isabella Rossellini como a mãe de Adam, Mélanie Laurent como Mary, namorada do professor Adam, e Sarah Gadon como Helen, esposa do ator Anthony. O filme usa como frase de abertura uma citação do livro: 
"O caos é uma ordem por decifrar."
1. ↑  Scott, A. O. (13 de março de 2014). «When Your Twin Is Far More Interesting». The New York Times. Consultado em 5 de dezembro de 2022
2. ↑  «Enemy (2013)». Internet Movie Database (IMDb.com). 6 de fevereiro de 2014. Consultado em 18 de dezembro de 2022
3. ↑  Wickman, Forrest (14 de março de 2014). «What Should We Make of "Enemy's" Shocking Ending?». slate.com. Consultado em 18 de dezembro de 2022